# アルゲストン
アルゲストン(Algestone)またはアルファストン(Alphasone)または16α,17α-ジヒドロキシプロゲステロンは、ステロイド系のプロゲスチンである。避妊薬として用いられる。